# هیلاری کورنبلیت
هیلاری کورنبلیت (به انگلیسی: Hilary Kornblith) فیلسوف آمریکایی است. او استاد فلسفه در دانشگاه آمهرست ماساچوست، و یکی از برجسته‌ترین طرف‌داران معرفت‌شناسی طبیعی‌شده در معرفت‌شناسی معاصر است.

## زندگی‌نامه
کورنبلیت مدرک کارشناسی خود را از دانشگاه ایالتی نیویورک در بوفالو، در سال ۱۹۷۵، و دکترای خود را از دانشگاه کورنل، در سال ۱۹۸۰ دریافت کرد، و در آن‌جا زیر نظر سیدنی شومیکر و ریچارد بوید تحصیل کرد. کورنبلیت قبل از رفتن به دانشگاه ماساچوست در سال ۲۰۰۳، در دانشگاه ورمانت تدریس می‌کرد. علایق پژوهشی او شامل معرفت‌شناسی، متافیزیک و فلسفه ذهن است. جدای از معرفت‌شناسی طبیعی‌شده، آخرین کار او شامل نقش شهود در نظریه‌پردازی فلسفی، تضاد بین برون‌گرایی و درون‌گرایی در معرفت‌شناسی، و حالات ذهنی حیوانات غیرانسانی است.

## گزارش طبیعت‌گرایانه از استنتاج استقرایی
کورنبلیت در کتاب «استنتاج استقرایی و زمینه طبیعی آن» (در سال ۱۹۹۳) استدلال می‌کند که دانش استقرایی به واسطه تناسب بین ظرفیت‌های روان‌شناختی ذاتی ما و ساختار علّی جهان، ممکن است. به تبعیت از بوید، کورنبلیت ساختار علّی مورد بحث را ساختاری از انواع طبیعی می‌داند؛ یعنی ویژگی‌های خوشه‌ای هموستاتیک. چنین گونه‌های طبیعی به واسطه این واقعیت که گرایش‌های استنتاجی ذاتی ما (همان‌طور که توسط روان‌شناسی تجربی آشکار شده) به گونه‌ای ساختار یافته‌اند که دنیایی از انواع طبیعی را فرض می‌کنند، و زمینه طبیعی را برای استنتاج استقرایی فراهم می‌کنند؛ در نتیجه تمایل دارند اطلاعات دقیقی را برای ما فراهم کنند؛ باورهایی در مورد جهان، در محیطی که دارای چنین گونه‌های طبیعی است.

## دانش به‌مثابه یک گونه طبیعی
کورنبلیت شاید بیش‌تر به‌خاطر دفاع از این دیدگاه که دانش یک گونه طبیعی است، شناخته شده‌باشد. این ادعا در کتاب «دانش و جایگاه آن در طبیعت» (انتشارات دانشگاه آکسفورد، ۲۰۰۲) دفاع می‌شود، جایی که کورنبلیت استدلال می‌کند که دانش، همان‌طور که در رفتارشناسی شناختی مورد مطالعه قرار می‌گیرد، مقوله‌ای است که به اندازه کافی، قوی و از لحاظ استقرایی ارزشمند است، تا به‌عنوان یک گونه طبیعی واجد شرایط باشد. در نتیجه، او مدعی است که روش مناسب برای معرفت‌شناسی تجربی است، برخلاف آنچه اغلب معرفت‌شناسان تصور می‌کنند، که به‌جای بررسی تجربی، از طریق تحلیل فلسفی و بررسی شهودها پیش می‌رفتند.

## در مقابل تحلیل مفهومی
دانش به‌عنوان گونه‌ای طبیعی، مبنای نقد او از فلسفه را به‌عنوان تحلیل مفهومی فراهم می‌کند. به عقیده کورنبلیت، موضوع مناسب تحلیل فلسفی، مفاهیم نیستند، بلکه پدیده‌هایی هستند که توسط آن مفاهیم انتخاب می‌شوند. در عین حال، کار کورنبلیت در معناشناسی نشان می‌دهد که ادعاهای او در مورد تحلیل مفهومی در واقع می‌تواند مستقل از دیدگاه او در مورد دانش به‌عنوان یک نوع طبیعی انگیزه داشته باشد. او استدلال کرده‌است که برون‌گرایی معنایی نه تنها برای انواع طبیعی، بلکه برای انواع مصنوع نیز معناشناسی درستی را ارائه می‌کند؛ ادعایی که اگر درست باشد، به این ایده که بررسی تجربی یک روش فلسفی امیدوارکننده ارائه می‌کند، مستقل از این‌که آیا درست باشد، یا اکثریت ابژه‌های تحقیق فلسفی از انواع طبیعی به‌نظر برسند، قابل قبول است.